# Megalodon
 Der er for få eller ingen kildehenvisninger i denne artikel, hvilket er et problem. Du kan hjælpe ved at angive troværdige kilder til de påstande, som fremføres i artiklen.

Megalodon (Otodus megalodon) er en meget stor forhistorisk haj. Den antages af nogle at være en slægtning til vore dages hvidhaj (Carcharodon carcharias), mens andre forskere afviser den teori. Det antages normalt, at megalodonen levede for omkring 20 millioner år siden, og frem til for omkring 1,2 millioner år siden.
Megalodon betyder kæmpe-tand, og netop tænderne er det eneste vidnesbyrd vi i vore dage har om dette gigantiske rovdyrs eksistens. Da hajer er bruskfisk forstenes skelettet ikke. Tænderne ligner – bortset fra størrelsen – hvidhajens, og derfor kan man ud fra tænderne kalkulere den teoretiske størrelse og udseendet på denne forhistoriske rovfisk. Hvidhajen bliver omkring 6,5 meter lang, og vejer op til 3,5 tons. Der er dog fanget enkelte eksemplarer, der overstiger disse mål en smule, men det hører absolut til sjældenhederne. Vore dages hvidhaj har tænder, der bliver op til 4-5 cm, mens man finder fossiliserede megalodon-tænder – især i amerikanske floder – på op til 15 cm. Dette antyder, når man anvender hvidhajen som sammenligningsgrundlag, at megalodonen har kunnet blive omkring 24 meter lang, og veje 30-40 tons. Populært taler man illustrativt om et lokomotiv med en mund fuld af slagterknive. Vel at mærke en mund hvori en voksen mand ville kunne stå oprejst. Flere og flere forskere betvivler dog slægtskab med hvidhajen, og de mest accepterede rekonstruktioner af megalodonen fastsætter dens længde til 12-15 meter.
I dag findes der megalodon-tænder fra en række forskellige geografiske lokaliteter; som sagt flest i USA, men også i den øvrige verden. I Danmark er fundet to tænder, ved Gram og ved Horsens. De er alle forstenede i større eller mindre grad. Visse menes at være op imod 100 mio. år gamle, mens andre sandsynligvis ikke er ældre end 100.000 år eller mindre. Den præcise datering er dog stadig debatteret.
Dette giver næring til den tanke, at megalodonen muligvis stadig kunne eksistere i verdenshavene i dag. Et så stort og veludviklet rovdyr må anses for at være finpudset evolution og ville på store havdybder, hvorom vores viden stadig er begrænset, ikke have store problemer med at finde føde, fx i form af hvaler og store blæksprutter.
Hajer har ingen svømmeblære som andre fiskearter, og de må derfor konstant bevæge sig for ikke at synke til bunds. Når en haj dør, synker den til bunds i havet, og døde dyr vil derfor ikke skylles op på stranden. Der er heller ikke set bidemærker efter megalodonen på dets potentielle byttedyr, hverken på hvalkadavere eller dyr som undslap. De fleste anser derfor teorien om Megalodons overleven til i dag for meget usandsynlig.